# Bâton cantoral

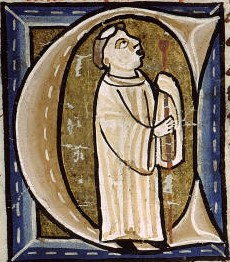
Le bâton de chantre pouvait être à l'origine très simple, une hampe.

Le bâton cantoral  ou bâton de chantre, bâton de préchantre, (« baculus cantori », « virga argentea », « baculus aureus vel argenteus » , « baculus choralis », « baculus praecentoris », « virga praecantoralis », « baculus cantoralis»), appelé aussi autrefois, « virga regia », « sceptre » , est le symbole de l'autorité du chantre et un signe honorifique. Le grand chantre le recevait le jour de sa nomination avec sa chape, la clef de la chantrerie, et le mettait sur ses armes.

## Définition
« On appelle ainsi le bâton que les chantres prennent, en quelques églises, en signe des fonctions de leurs offices ou dignités. Quelquefois on l'aurait appelé « pastoral » mais en fait ce terme désigne ordinairement la crosse épiscopale et seule l'expression « bâton d'argent » était employée pour l'un ou l'autre. Receptioni videtur, in quibusdam ecclesiis ut cantor utatur in præcipuis festivitatibus baculo argenteo quem baculum pastoralem vocant.» .

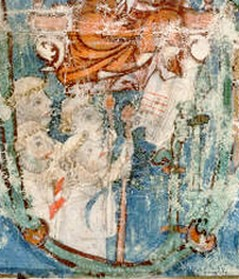
Chantres avec deux bâtons

Le bâton cantoral aurait été à l'origine une simple « houssine » pour corriger les enfants de chœur : mais en fait Jean Grancolas rapporte un passage d'Honorius d'Autun d'après lequel il semble qu'à l'origine tous les chantres portaient un bâton. D'après lui ce bâton a ensuite été réservé au grand-chantre qui le porte aux grandes fêtes (au nombre de vingt à l'origine). Le bâton cantoral offert au chantre d'une cathédrale se transmettait ensuite à ses successeurs.
D'après le dictionnaire de Trévoux, et l'encyclopédie Migne, citant Honorius d'Autun (XIIe siècle) ils étaient la représentation des bâtons que portaient Hébreux quand ils mangeaient l'agneau pascal.

## Historique
L'invention du bâton des chantres serait bénédictine et remonterait au Xe et XIe siècles. Une enluminure du Scivias (voir article Chantre) de sainte Hildegarde de Bingen représentant un chantre avec son bâton cantoral en forme de tau atteste son existence à cette époque en Allemagne. Il apparait alors également dans les textes.
Dans les abbayes bénédictines vouées à la liturgie, à la psalmodie et au chant grégorien l'usage du fouet et de la verge de correction était fréquente pour les enfants. D'après Bertrand de La Tour, l'origine du bâton cantoral remonte à Saint Romuald fondateur des Camaldules, au Xe siècle. Il ne servait nécessairement pas à indiquer la mesure sinon par la réprimande :
« Saint Romuald faisant démission de son abbaye remit sa verge à l'empereur et à son archevêque de Ravenne ; selon Pierre Damien, le saint lui-même avait été plusieurs sous la conduite d'un abbé qui portait sa verge, et lui en donnait un coup sur l'oreille à chaque faute qu'il faisait en disant l'office : Les chantres, sur qui les abbés et ensuite les évêques se sont déchargés du soin du chœur, ont pris de là le bâton cantoral ». Le mot bâton se réfère à la doctrine et le mot verge à la discipline.
Saint Romuald mourut le 19 juin 1027, sous Robert II le Pieux roi de France.

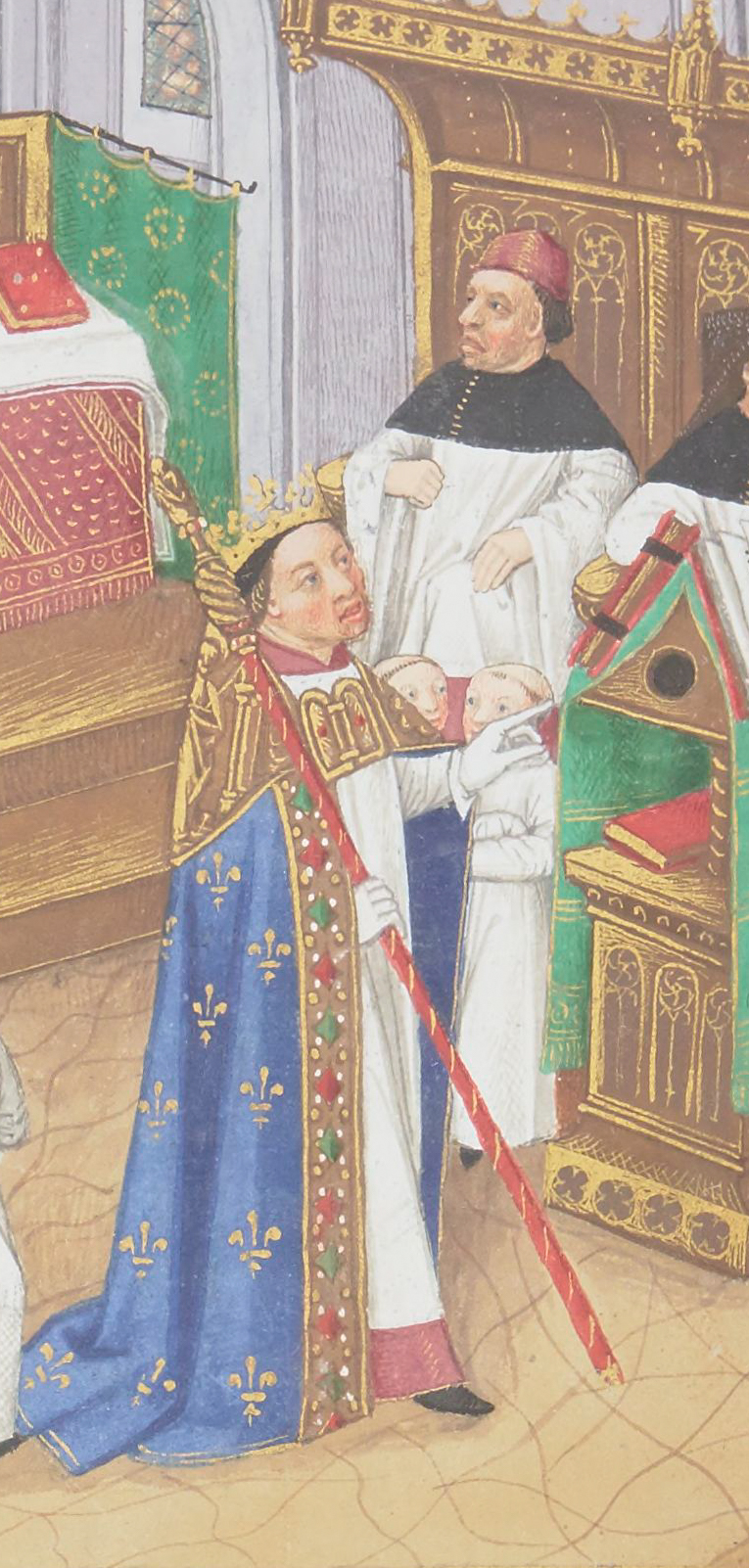
Robert le Pieux

On a conservé dans la Vie de Gauzlin de Fleury par André de Fleury au XIe siècle, un poème en vers écrit par le moine Gontard de Fleury (Abbaye de Saint-Benoît-sur-Loire) décrivant un bâton cantoral très richement orné offert par le moine Helgaud de Fleury : 
« Il fit aussi un bâton de préchantre, tout brillant d'un revêtement d'argent, dont la tête porte à son extrémité un cristal et un assemblage étincelant de pierres précieuses, notant au-dessous cet hymne : « Chantre, distingue bien les huit modes par leur motif neumatique Afin que dans à laudes tu plaises à Celui qui donne le juste ton. Les rois ont un sceptre, les chantres en ont un aussi : L'un, beaucoup le craignent, pendant que se décide le châtiment de l'insolent ; L'autre, les moines l'aiment, qui se tiennent debout prêts à la laude. La verge d'or désigne ce à quoi le roi doit s'attacher selon la justice ; Fort de sa longue baguette, le chantre donne le signal : l'assemblée toute entière suit, la jeunesse elle-même donne le ton d'une voix claire…   C'est bien ce que fait Helgaud, ton chantre, en disciple diligent, Selon la coutume solennelle et suivant la bonne règle de ses prédécesseurs. Le bâton est en forme de main, incrusté de pierres précieuses et d'or ; Sa très longue tige étincelle, resplendissant d'un argent brillant comme neige : Fixé à son extrémité, le cristal brille de toute sa beauté. Que celui qui dénombre les pierres précieuses compte sur ses propres doigts : Il trouvera des améthystes belles par leur propre éclat. Déjà si je dis vrai, le jaspe splendide aussi est dans toute sa verdeur. Selon la coutume il le porte aux fêtes solennelles de l'année. Au nombre de quatre fois cinq, il nous les compte ainsi ; Si tu en ajoutes deux, alors ton compte sera établi de façon parfaite. Holà ! vieillards aux cheveux de neige, jeunes gens, enfants de Benoît, Que votre pieuse voix s'accorde à vos pensées en de telles fêtes. Helgaud le chantre, fidèle au Christ et à ses saints, A composé cette œuvre, Gontard en a écrit les paroles... Que ceux qui la chantent, le Christ Jésus toujours les bénisse. » 
Au Moyen Âge il est cité dans les textes latins, représenté sur les plaques funéraires  comme à Noyon (pierre tombale de Jean de Blatines) ou au Mesnil-Saint-Denis (abbaye Notre-Dame de La Roche, pierre tombale du chantre Denis) enfin il apparait aussi sur les sceaux  des chantres. Son usage s'est répandu en Angleterre.
Ils furent de plus en plus ouvragés. À Paris,au XIe siècle, le préchantre Thibaud, de la cathédrale Notre-Dame à Sainte-Geneviève, constructeur de la tour Clovis, « décore le bâton du préchantre d'or et d'argent et de pierres précieuses ».

## Description
Selon Jean Grancolas , le bâton cantoral était au début blanc et noir, fait simplement d'ébène et d'ivoire et pas plus grand qu'un bâton ordinaire.
Faits en or, argent, bronze, vermeil, bois précieux (ébène, bois brésil), baleine, ivoire, les bâtons cantoraux furent ensuite composés de plusieurs pièces, ornés d'or, d'ivoire, de pierreries, de cristal (boule), revêtus d'or et de fleurs de lys, d'argent, fourreau de cuir, surmontés de figurines : de saints patrons (enveloppées pour cela d'une « lanterne  », ou niche à jour), ou représentations diverses comme poisson, oiseau (aigle, colombe), fleur de lys, pomme de pin, feuille d'acanthe, etc.

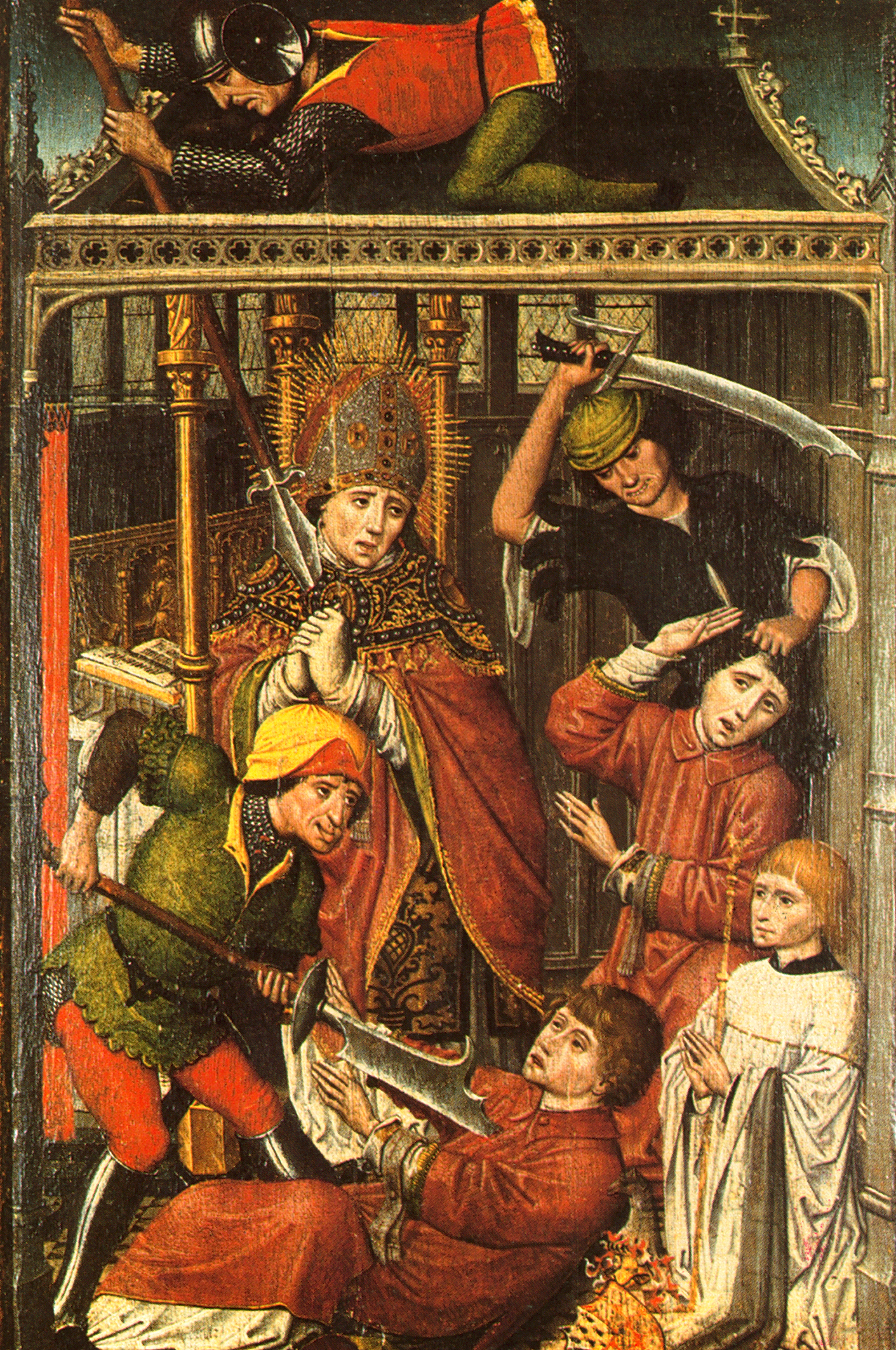
Martyre de saint Lambert, assassiné par Dodon, panneau peint du XVe siècle : en bas, à droite du tableau, un chantre en prière, serre contre lui son bâton d'argent que lui transmit son prédécesseur. Le « Diptyque Palude » fut réalisé pour Henri ex Palude, chantre de la Cathédrale Saint-Lambert vers 1488

Le bâton cantoral, en argent ou en bronze doré, était souvent surmonté d'un petit dôme dans lequel se trouvait la statuette ou figurine du saint patron : celui de la fête du jour, ou bien surtout, de l'église et de la cathédrale : saint Martin, saint Nicolas, saint Étienne, à Saint-Étienne, saint Bénigne de Dijon dans l'église éponyme, saint Merry, saint Yves, saint Jacques , saint Hugues, saint Maurice, saint Michel, sainte Hélène portant la croix à Hautvillers (Marne), la sainte Vierge à Reims, etc.; il était loin, par conséquent, d'avoir la forme de la crosse ou du bâton pastoral. Il peut avoir diverses formes (férule, tau) ou présenter au sommet un pommeau, une statuette, ou un groupe sculpté ou encore un décor plus élaboré ayant parfois l'aspect d'une « lanterne », et en apex, une boule de cristal (« pomme » ou « bourdon »).
Par la forme de leur extrémité supérieure, on peut, selon Adolphe Napoléon Didron, les classer en trois séries :
- Les bâtons pommelés, terminés par une grosse pomme ou une petite boule. On l’appelait alors « bourdon » en certaines régions. Pomme d'or ou d'argent, ou de cristal.
- Les bâtons historiés,
- Les bâtons terminés par un tau, c'est-à-dire de T, ou croix potencée, symbole de la Croix du Christ.

## Symbolisme

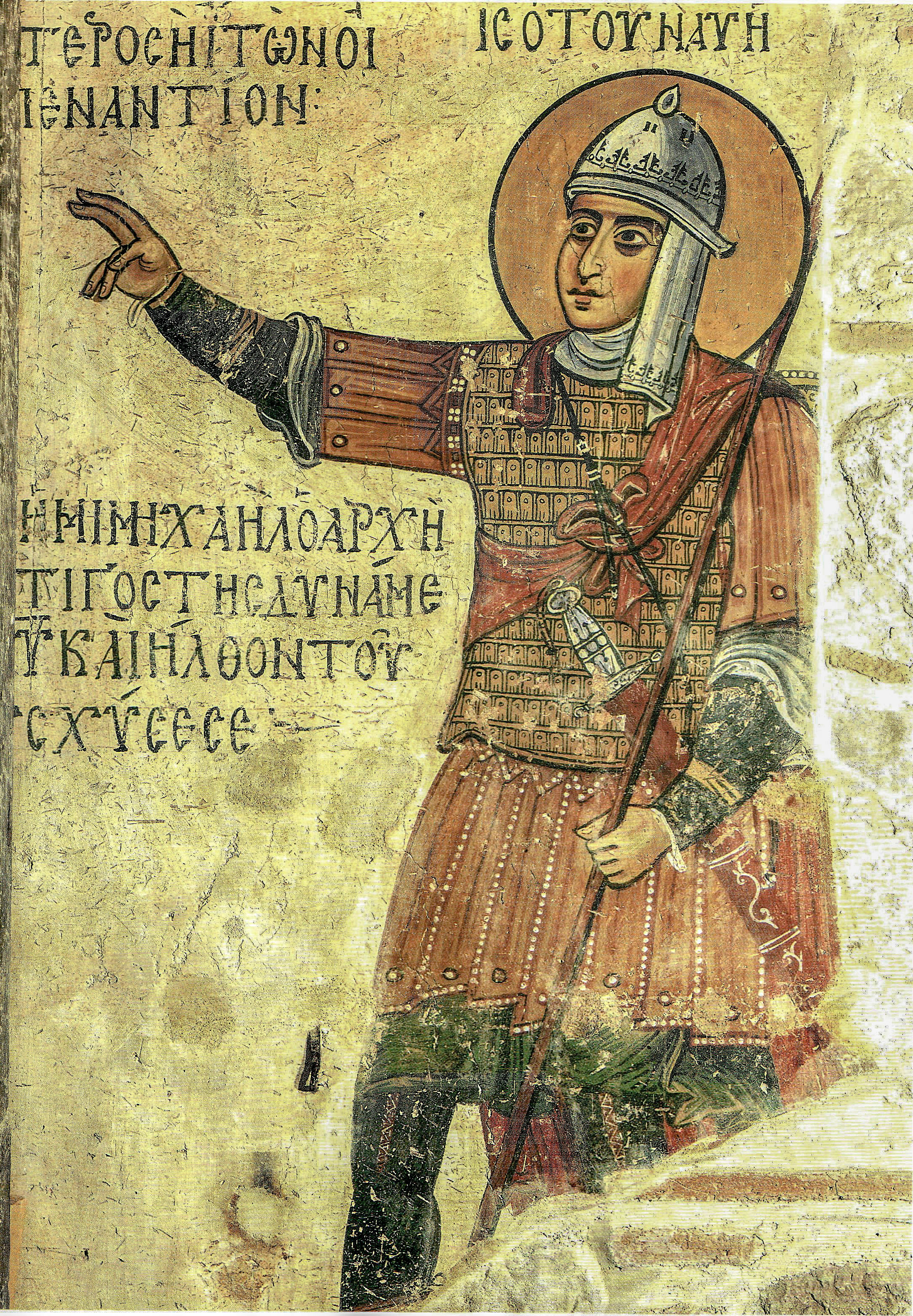
Josué sur une fresque byzantine, avec casque et bâton

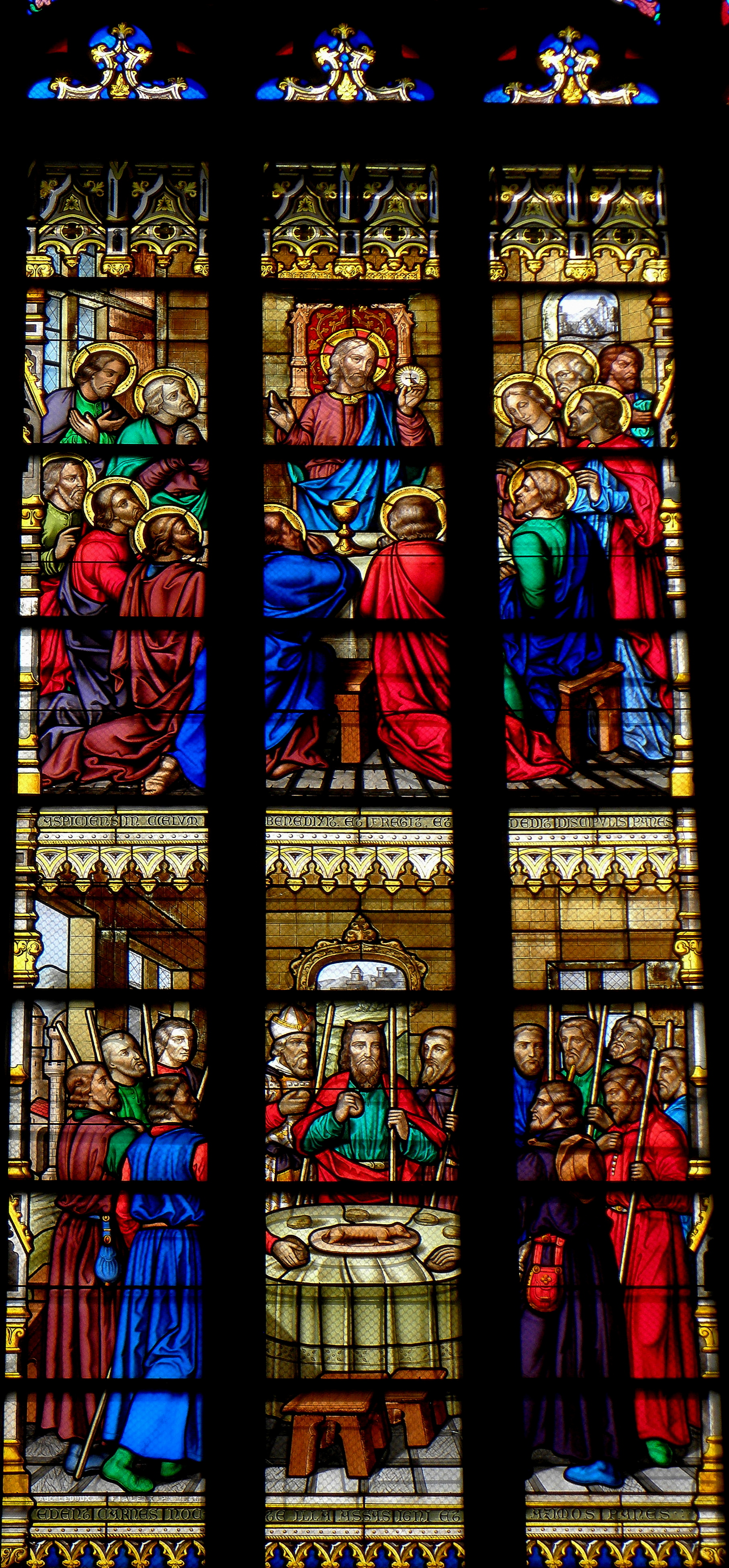

Le grand chantre avait coutume de porter la chape et le bâton cantoral non aux vêpres, ni aux matines mais aux secondes vêpres et grand' messes des fêtes annuelles. Le chantre mettait des gants pour porter le bâton.

### L'ancien Testament
L'origine de l'usage du bâton (virga, baculus) cantoral se trouve dans l'Ancien Testament :
- Josué, l'ange, et la Jéricho : Le bâton figurait un « sceptre », nom qu'on lui donna aussi, comme le « sceptre pastoral », mais aussi et plutôt, celui de verge (virga) : car il représentait selon un auteur [18], l'Ange qui apparut à Josué avant la bataille de Jéricho, la verge à l'extrémité de sa main : car les chantres représentent les anges, qui chantent nuit et jour, la gloire de Dieu, du Dieu des Armées. Le bâton représentait aussi une lance, d'après Honorius d'Autun, symbolisant les armes et le combat de la foi[19]. D'où peut être le terme truncus employé dans l'expression « fête à tronc ».

- La Pâque des Israélites : « Vous le mangerez à la hâte, prêts à partir : la ceinture nouée aux reins, les sandales aux pieds et le bâton à la main. Ce sera la Pâque que l'on célébrera en l'honneur de l'Éternel » . C'est le bâton du voyageur, du pèlerin (le bourdon) baculus[20].

### Le repas des chrétiens (agapes) et la proclamation de l'Evangile
Mais, lorsqu'on chantait l'Évangile, dans les cathédrales, le chantre quittait toujours son bâton, parce que l'Évangile de Jésus-Christ, fils de Dieu, et roi de Paix, y est et proclamé et non plus seulement le Dieu des Armées de l'Ancien Testament. Le Nouveau Testament (la Parole du Verbe fait chair) représente le Royaume de Dieu établi dans le monde c'est-à-dire la paix établie grâce au « sceptre » de la croix : on mettait donc « tout sceptre bas », c'est-à-dire le bâton cantoral, et on le déposait à côté de la stalle du chantre, pour faire le silence et ouïr les évangiles.
« Pendant qu'on lit l'évangile, on doit déposer les bâtons, car à la prédication de l'évangile, le peuple quittait les pratiques légales. Conformément aux prescriptions de la loi ceux qui mangeaient l'agneau pascal se dirigeant vers la patrie, avaient en main des bâtons (bâton de voyageur, baculus) : selon cette pratique, les chantres tiennent des bâtons à la messe, lorsque le véritable Agneau  est béni; cela signifie que ceux qui désirent arriver à la patrie éternelle doivent se défendre contre leurs ennemis par la manducation de l'agneau divin et par des bâtons, c'est-à-dire par les maximes de la Sainte Écriture. » (Honorius d'Autun).
Le sceptre, l'or, enrichi de pierreries, l'argent cédaient aussi devant la Parole de Jésus-Christ, Sagesse éternelle du Père céleste, et Verbe de Dieu, s'exprimant dans les quatre Évangiles et les Ecritures : c'est le  Livre de la Sagesse (7,7) « J'ai prié et la prudence m'a été donnée ; j'ai supplié, et l'esprit de sagesse est venu en moi. Je l'ai préférée aux sceptres et aux couronnes, et j'ai estimé de nul prix les richesses auprès d'elle.Je ne lui ai pas égalé les pierres les plus précieuses, car tout l'or du monde n'est auprès d'elle qu'un peu de sable, et l'argent, à côté d'elle, doit être estimé comme de la boue. »
Honorius d'Autun indique le symbole des matériaux du bâton épiscopal; le bâton cantoral, en ivoire et ébène, pourrait avoir un symbolisme quasi identique mais ce n'est pas certain car il ne le mentionne pas:
- sphérule de cristal = le ciel ?
- gemmes = divinité du Christ
- boule de métal au sommet = royaume des cieux
- ivoire (os) = dureté de la loi
- bois = mansuétude du Christ
- métal = jugement dernier
- ivoire et bois revêtus de gemmes = ancienne loi remplacée par la nouvelle,

etc.

## Usage
- Le bâton aidait le chantre à marcher, monter les escaliers, et donnait de la solennité à la cérémonie (bon ordre des processions, enfants). Le bâton en tau était aussi mis sous l'aisselle, pour soulager le chantre debout durant les longues cérémonies.

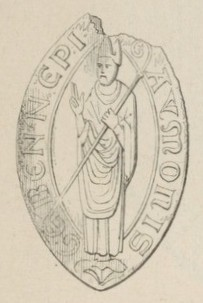
Sceau du chantre Aymon de Grandson

- Cet insigne réservé au chantre était porté dans la main droite pour indiquer sa dignité, pour diriger le chant, mais aussi pour faire respecter l'ordre à l'intérieur du chœur, corriger ceux qui chantaient faux, imposer le silence, comme une férule : cet emploi du bâton comme d'une verge destinée à la correction, est attesté par l'anecdote de Saint Romuald et son abbé, relaté par de La Tour, qui affirme que c'est de là que vient l'usage du bâton cantoral. Il était parfois alors remplacé par une simple baguette.

« Dans un de ses voyages, Charles s'étant rendu à une certaine grande basilique, un clerc, de ceux qui vont de pays en pays, ne connaissant pas les règles établies par ce prince, vint se ranger parmi les choristes. N'ayant rien appris de ce que ceux-ci récitaient, pendant que tous chantaient, il restait muet et l'esprit perdu. Le paraphoniste vint à lui, et, levant son bâton, le menaça de lui en donner sur la tête s'il ne chantait. Le malheureux, ne sachant que faire, ni de quel côté se tourner, mais n'osant pas sortir, se mit à remuer la tête circulairement, et à ouvrir les mâchoires fort grandes pour imiter autant que possible les manières des chantres… »
- Le bâton cantoral aidait les fidèles à méditer le texte de la messe et des prières :

Les chantres, nommés Laudatores ad Deum excitantes, incitaient les fidèles « à louer Dieu, et par poses de leur bâton cantoral, périodes de symphonies, sont guidées les poses du sens par la médiation du texte, pour mesurer la méditation d' iceluy. » Il jouait certainement à l'origine, un rôle analogue à celui de la baguette ou la main du chef de chœur, servant à battre la mesure (par les coups de bâton) et indiquer le rythme .
- On y accrochait souvent un mouchoir pour s'essuyer et se moucher, comme aux crosses d'évêques. Le roi Robert le Pieux y accrochait sa bourse pour faire des aumônes.

- Il pouvait apparaître sur les blasons.

## Les fêtes: ancienne terminologie
On appelait « fêtes de bâton » les grandes fêtes et François Rabelais, qui écrivait au XVIe siècle, les appelle par ce motif « fêtes à bâton », « fêtes à double bâton », « fête à chantre ». Ces fêtes, où le chantre portait le bâton (truncus syn. de baculus), étaient appelées aussi « festes à tronc ». À Poitiers, le chantre déposait son bâton à l'autel de Notre-Dame du Tronc.
« Il y a des églises en France où l'usage est que le chantre porte, ou qu'il ait devant lui le bâton pastoral aux grandes fêtes, et d'autres églises où il n'est point d'usage que le chantre ait cette marque de distinction. C'est donc l'usage qui fait à cet égard la loi et qui règle quand le chapitre est ou n'est pas obligé de fournir ce bâton à l'officier qui doit le porter. »

## Quelques bâtons

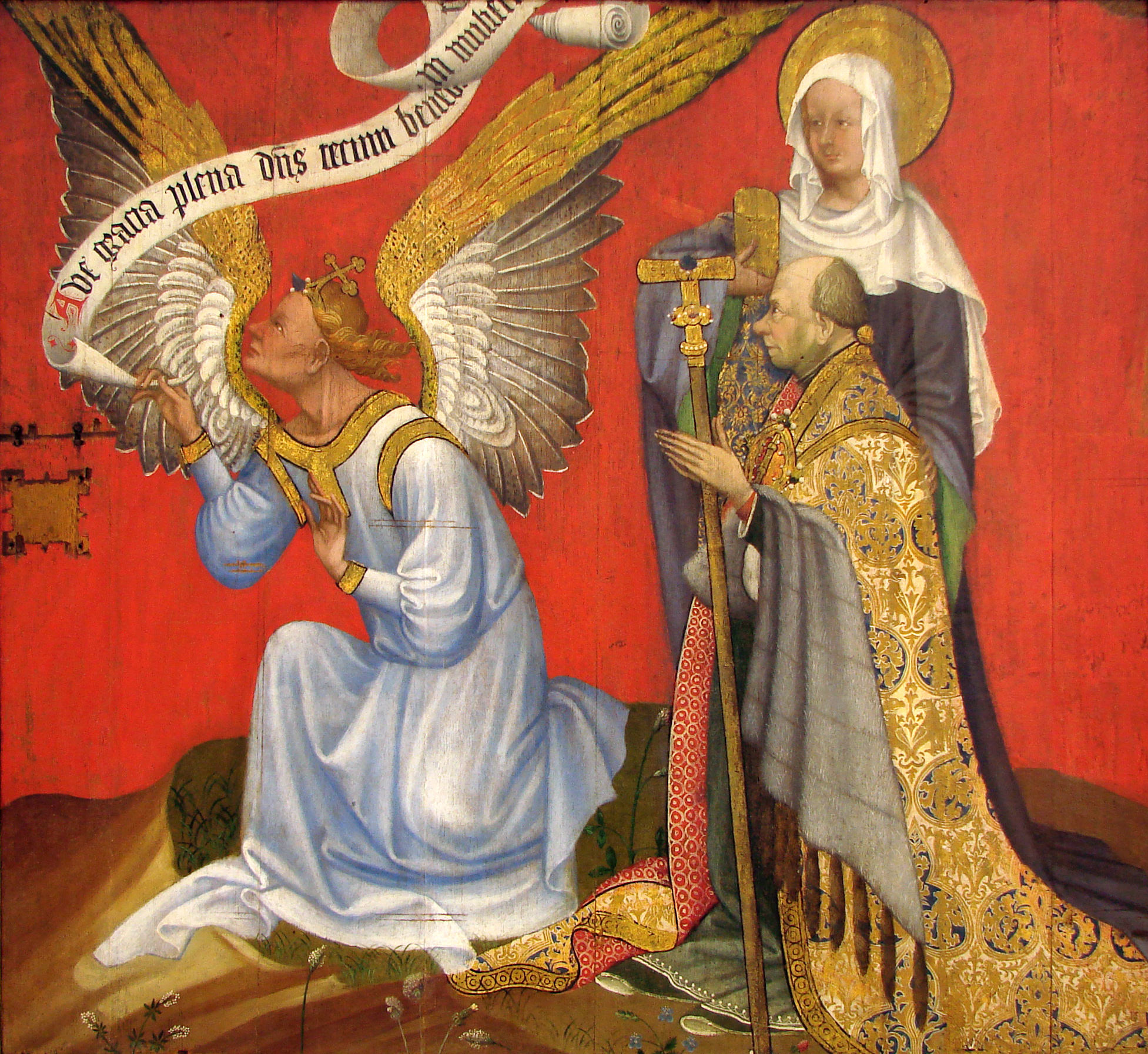
Volet de retable (volet de droite d'un retable de l'Annonciation, seul panneau conservé, auteur inconnu), exécuté vers 1410, peinture à l'huile sur chêne. Représente le commanditaire de l'œuvre, Pierre de Wissant, chanoine et chantre de la cathédrale de Laon. Il tient le bâton de chantre (le Tau), insigne de sa fonction

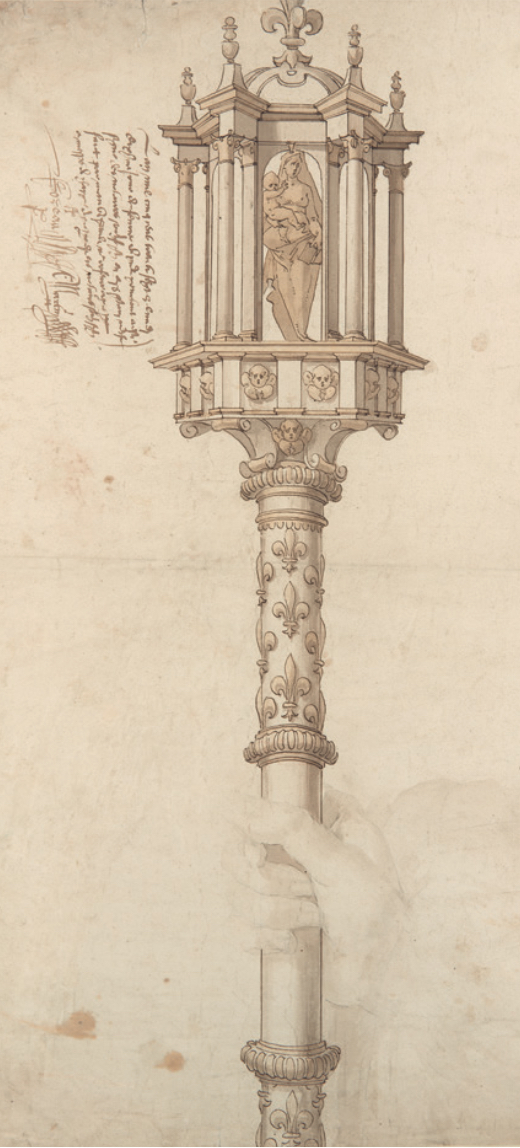
Rosso Fiorentino, Projet du bâton cantoral de Notre-Dame de Paris, 1538 (le bâton sera fondu en 1792).

- Le haut du bâton cantoral de la Sainte-Chapelle de Paris, représentait le buste en sardonyx de Constantin : Le buste d'agate grise de l'empereur Constantin (IVe siècle) repose sur une monture fabriquée par Hennequin du Vivier (1368). (Illustration) [29].
- Bâton cantoral de Guillaume de Roquémont ou sceptre de Charles V au Musée du Louvre

- Cathédrale de Lincoln : « Un bâton de chantre couvert de vermeil, avec une image de Notre-Dame gravée sur argent, à l'une des extrémités, et une image de saint Hugues, à l'autre extrémité. Ce bâton présente à la partie supérieure une tête à six pans, avec de petits contreforts ornés de feuillages fort élégants, et douze figures émaillées, le tout en argent[30] ».

- Chapelle Saint-Georges, à Windsor. — Item, « un bâton du grand chantre pour le chœur, ayant cinq anneaux ou nœuds dans la hauteur, et une traverse en ivoire, enchâssée dans l'argent, avec une pomme en cristal, au sommet ».

- Cathédrale de Beauvais : deux bâtons au XVe siècle : Un bâton « couvert d'argent, avec une petite ceinture d'argent doré, environnant le dit bâton du haut en bas, avec un pommeau d'argent doré sur lequel est une couppelle d'argent doré, en laquelle est une grosse pierre précieuse et sert au chantre, et est en un fourreau de cuir de mouton vermeil ». « Item, un autre bâton d'argent environné d'une autre étroite ceinture d'argent, au bout du haut, un pommeau d'argent doré tout rond, sans autre chose dessus, et sert pour le sous-chantre, et il y a un étui de cuir où on le ferme à la serrure. »

- Le nécrologe de Chartres, au 4. des ides de mai nous apprend que le chantre Nicolas Thiersault laissa au Chapitre, en 1559, pour l'usage de ses successeurs dans les occasions solennelles, un magnifique bâton cantoral d'argent doré, pesant 6 livres et 5 onces.

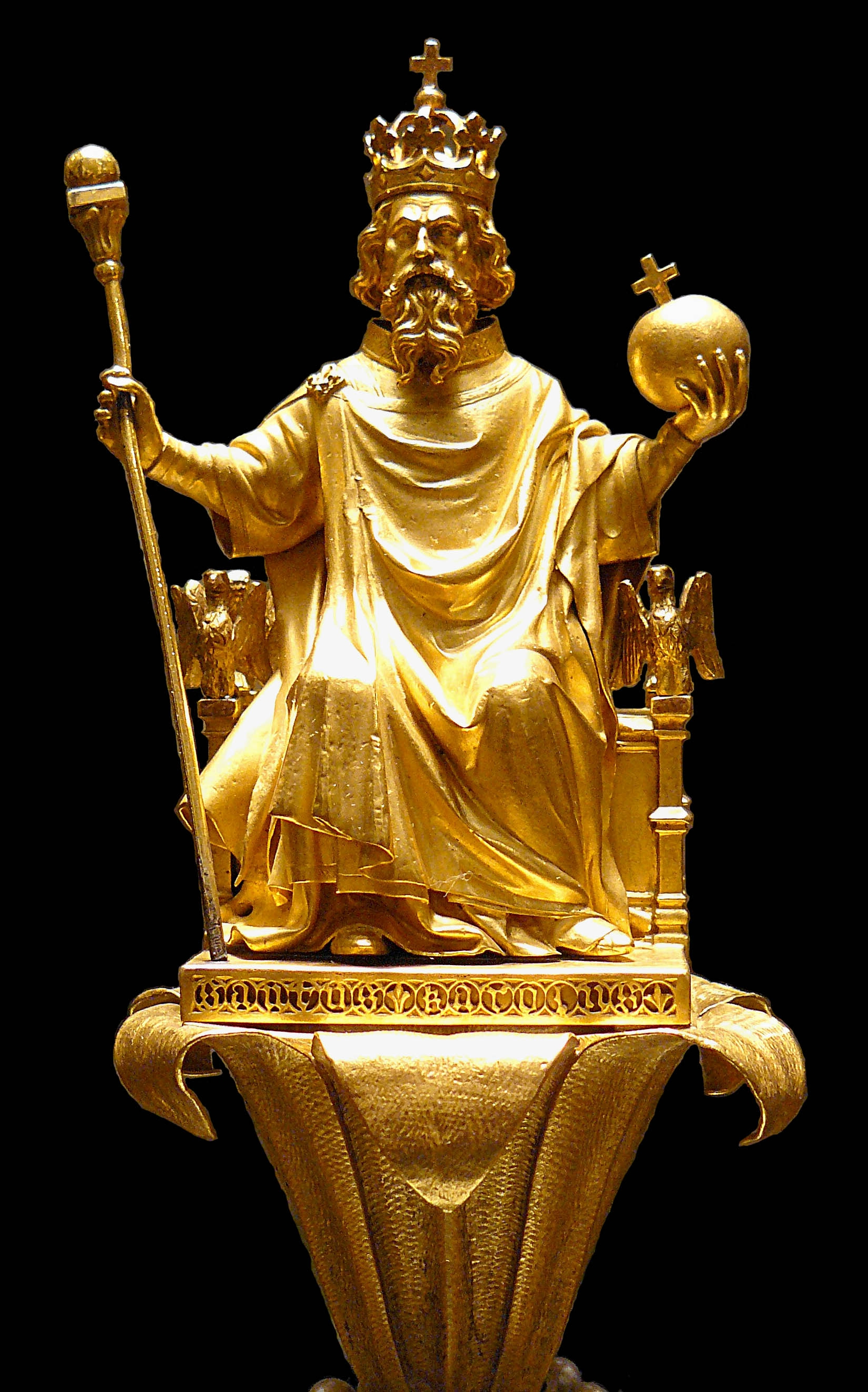
« bâton de Charlemagne »

- À Saulieu, le bâton cantoral était surmonté de la tête de saint Andoche, patron de la collégiale, et le titulaire, qui recevait ce bâton en signe d'installation, payait un droit de 100 francs au chapitre. Dans l'église cathédrale d'Auxerre, le bâton était surmonté d'un oiseau, et le chantre le portait avec des gants et l'anneau au doigt. Cependant, un chantre de ce dernier chapitre, mort en 1353, est représenté avec un bâton terminé en T, destiné à être mis sous l'aisselle, pour soulager celui qui le portait dans les longs offices célébrés debout[31].

- À Reims, une petite Vierge, debout et tenant Jésus, couronnait le bâton des grands chantres, et ce petit groupe en argent était enveloppé d'une sorte de « lanterne » ou de niche.

- Basilique Saint-Denis: Le « bâton de Charlemagne » : il servait au seizième siècle aux chantres. On conservait dans le trésor de l'église abbatiale de Saint-Denis le sceptre d'or de Charlemagne ou « bâton de Charlemagne » : haut de deux mètres, il portait à son sommet une statue de Charlemagne avec des inscriptions gravées ; une autre inscription gravée en argent sur la hampe permit d'identifier le bâton comme celui du grand chantre de l'église de Saint-Denis : « D'argent fist faire ce baston l'an MCCC quatre vins quatorze ne plus ne moins /Ceux qui le tiennent en leurs mains /Veuillent prier après la vie /Que ame soit es cieux ravie /Qu' il fust gardé /Et en grans testes regardé / Car pour loyaulté maintenir /Le doit chantre en la main tenir[32]. »

Un autre « bâton de Charlemagne » en or et ivoire servait à Metz au cérémonial de la cathédrale.
On trouve souvent la description de ces bâtons dans l'inventaire des trésors des cathédrales.

## Compléments